# Bottle Rocket (soundtrack)
Bottle Rocket er filmsoundtracket til Wes Andersons film af samme navn. Filmen musik blev komponeret af Mark Mothersbaugh.
Tre sange fra filmen, "2000 Man" af The Rolling Stones, "7 and 7 Is," og "Alone Again or" af Love, var ikke inkluderet.

## Sporliste
1. "Voluntary Hospital Escape" – Mark Mothersbaugh
2. "Gun Buyers" – Mark Mothersbaugh
3. "Bookstore Robbery" – Mark Mothersbaugh
4. "Dignan's Dance" – Mark Mothersbaugh
5. "And Also Because He Fired Me" – Mark Mothersbaugh
6. "Zorro Is Back" – Oliver Onions
7. "Cleaning Rooms With Inez" – Mark Mothersbaugh
8. "She Looks Just Like You" – Mark Mothersbaugh
9. "Pachanga Diferente" – René Touzet
10. "Bottle Rocket" – SETI
11. "No Lifeguard on Duty" – Mark Mothersbaugh
12. "Mambo Guajiro" – René Touzet
13. "Rocky" – Mark Mothersbaugh
14. "Doesn't Sound That Bad in Spanish" – Mark Mothersbaugh
15. "Over and Done With" – The Proclaimers
16. "Snowflake Music/Mr. Henry's Chop Shop" – Mark Mothersbaugh
17. "You're Breaking His Heart" – Mark Mothersbaugh
18. "Goddammit I'm In" – Mark Mothersbaugh
19. "No Jazz" – Mark Mothersbaugh
20. "Highway" – Mark Mothersbaugh
21. "75 Year Plan" – Mark Mothersbaugh
22. "Futureman's Theme" – Mark Mothersbaugh